# Stephan Kekulé von Stradonitz
Stephan Kekulé von Stradonitz (Gant, 1 de maig de 1863 – Berlín, 5 de maig de 1933), fou un advocat, heraldista i genealogista alemany que va popularitzar un sistema de numeració genealògic d'avantpassats.

## Vida
Stephan Kekulé va néixer el dia 1 de maig de 1863 a Gant, Bèlgica, on el seu pare exercia de professor en aquell moment. Era fill del prominent químic Friedrich August Kekulé, descendent d'una família noble de Bohèmia, i de la seva muller belga Stéphanie Drory, que va morir en el part dos dies després.
Després d'assistir a l'escola secundària a Bonn i estudiar dret i història a Bonn i Estrasburg, Kekule inicialment es va embarcar en una carrera militar i va servir com a oficial d'artilleria a l'exèrcit prussià de 1885 a 1889. El 1889 va deixar el servei militar i es va matricular de nou com a estudiant a la Universitat de Berlín, on va romandre fins al 1892.
Després va entrar a la funció pública i es va convertir en advocat en pràctiques al Tribunal d'Apel·lació de Berlín. De 1897 a 1905 va representar el príncep Georg en la disputa del tron de Schaumburg-Lippe i en va ser nomenat camarlenc. Kekulé es va oposar fermament al pamflet antisemita Semi-Gotha, publicat el 1912. El 10 de gener de 1920 va ser padrí en el matrimoni entre el príncep Adolf de Schaumburg-Lippe (fill del príncep Georg) i Elisabeth Franziska Bischoff-Korthaus. La seva reputació legal i genealògica el va ajudar en els anys següents a una extensa activitat experta per a algunes famílies nobles. Per exemple, el polític Kuno von Westarp li va encarregar refutar les acusacions dels opositors polítics que la seva família tenia avantpassats jueus. Kekulé finalment es va convertir en un expert jurat en qüestions d'heràldica al Tribunal Regional de Berlín i expert en la comissió del Zeughaus de la Staatliche Museen zu Berlin.
Kekule va ser membre estranger de l'Acadèmia de Ciències Útils a Erfurt, tresorer (des de 1894), cap de secció (1900-1903) per a la genealogia i president (1923-1933) de l'associació "Herold", l'associació genealògica alemanya més antiga (fundada el 1869), primer secretari de l'associació per a la ciència històrica d'armes i des de 1932 cap del departament VI (genealogia i heràldica) del Gesamtverein der deutschen Geschichts- und Altertumsvereine.
Kekulé va presidir la Lògia maçònica de Berlín Zu den drei Lichtern im Felde, fundada el 1896, sota la gran lògia Zu den drei Weltkugeln i va dirigir la Gaseta Federal d'aquesta Gran Lògia com a Gran Arxiver. Va escriure nombroses publicacions legals i genealògiques, especialment en revistes relacionades amb l'heràldica i el dret nobiliari.